# Nikola Sarić
Nikola Sarić, född 6 januari 1991 i Sarajevo, är en dansk fotbollsspelare som sedan 2014 spelar för B 1908. Han har tidigare spelat för Herfølge BK innan han 2008 värvades av Liverpool FC. Förutom Liverpool så var flera storklubbar i Europa intresserade av Sarić.
Den 16 juni 2011 meddelade Liverpool att Sarić släppts av klubben, han gjorde inga framträdanden i a-laget.

## Meriter
- 2007 - Årets U17-spelare i Danmark[4]